# 의령향안 및 관련문헌
의령향안 및 관련문헌(宜寧鄕案 및 關聯文獻)은 대한민국 경상남도 의령군 의령읍 의병박물관에 있다. 2004년 10월 21일 경상남도의 유형문화재 제412호로 지정되었다.

## 개요
대한민국 전체적으로 볼 때 향안 원본이 남아있는 지역이 많지 않는데 의령향교에는 의령향안 및 관련 문헌들이 다량으로 소장되어 있다.
이외에도 향안추록이나 신안 등을 하나로 묶은 형태의 것이 남아 있고, 또 향안입록과 관련된 문서들이 여러 건 있다. 그리고 향안에는 의령에 거주하지 않으면서 경상도 지역의 관찰사나 수령, 찰방직의 의령남씨 인물이 향안에 추가로 입록되고 있다는 점이 특이한테 그들의 본관이 되는 의령현에 대한 애정이 높았음을 보여주는 것이다.
이런 종류의 문헌은 다른 지역에서는 발견된 적이 없는 매우 중요한 자료이므로 경상남도 유형문화재로 지정되었다.

## 참고 문헌
- 의령향안 및 관련문헌 - 국가유산청 국가유산포털